# Pattinaggio di velocità ai IX Giochi olimpici invernali - 500 m maschile
La competizione dei 500 m maschili di pattinaggio di velocità ai IX Giochi olimpici invernali si è svolta il giorno 4 febbraio 1964 sulla pista del  Olympia Eisschnelllaufbahn a Innsbruck.

## Risultati
| Pos.    | Atleta                  | Nazione          | Tempo |
| ------- | ----------------------- | ---------------- | ----- |
| Oro     | Richard McDermott       | Stati Uniti      | 40"1  |
| Argento | Alv Gjestvang           | Norvegia         | 40"6  |
| Argento | Evgenij Grišin          | Unione Sovietica | 40"6  |
| Argento | Vladimir Orlov          | Unione Sovietica | 40"6  |
| 5       | Keiichi Suzuki          | Giappone         | 40"7  |
| 6       | Eddie Rudolph Jr.       | Stati Uniti      | 40"9  |
| 7       | Heike Hedlund           | Svezia           | 41"0  |
| 8       | William Disney          | Stati Uniti      | 41"1  |
| 8       | Villy Haugen            | Norvegia         | 41"1  |
| 10      | Hroar Elvenes           | Norvegia         | 41"4  |
| 10      | Raymond Fonvieille      | Francia          | 41"4  |
| 10      | Rafaėl' Grač            | Unione Sovietica | 41"4  |
| 10      | Simo Rinne              | Finlandia        | 41"4  |
| 14      | Tom Gray                | Stati Uniti      | 41"5  |
| 15      | Boris Gulyayev          | Unione Sovietica | 41"7  |
| 16      | Helmut Kuhnert          | Germania         | 41"8  |
| 16      | Pekka Lattunen          | Finlandia        | 41"8  |
| 16      | Fumio Nagakubo          | Giappone         | 41"8  |
| 19      | Juhani Järvinen         | Finlandia        | 41"9  |
| 19      | Kim Zin-Hook            | Corea del Nord   | 41"9  |
| 21      | Magne Thomassen         | Norvegia         | 42"0  |
| 22      | Björn Lekman            | Svezia           | 42"1  |
| 23      | Toivo Salonen           | Finlandia        | 42"2  |
| 24      | Herbert Höfl            | Germania         | 42"3  |
| 24      | Günther Tilch           | Germania         | 42"3  |
| 26      | André Kouprianoff       | Francia          | 42"5  |
| 27      | Terry Malkin            | Gran Bretagna    | 42"6  |
| 27      | Bo Ollander             | Svezia           | 42"6  |
| 29      | Manne Lavås             | Svezia           | 42"7  |
| 30      | Ri Sung-Ryool           | Corea del Nord   | 43"0  |
| 31      | Elio Locatelli          | Italia           | 43"1  |
| 32      | Oldřich Teplý           | Cecoslovacchia   | 43"2  |
| 33      | François Brueren        | Belgio           | 43"4  |
| 33      | Günter Traub            | Germania         | 43"4  |
| 35      | Manfred Zojer           | Austria          | 43"5  |
| 36      | Peter Toyfl             | Austria          | 43"7  |
| 37      | Mihály Martos           | Ungheria         | 44"0  |
| 38      | Luvsanlkhagvyn Dashnyam | Mongolia         | 44"1  |
| 39      | Ralf Olin               | Canada           | 44"2  |
| 40      | György Ivánkai          | Ungheria         | 44"3  |
| 41      | Satoshi Shinpo          | Giappone         | 44"4  |
| 42      | Choi Yeong-Bae          | Corea del Sud    | 44"8  |
| 43      | Jean-Pierre Guéron      | Svizzera         | 44"9  |
| 44      | Thomas Dawson           | Gran Bretagna    | 45"2  |